# 오자와 마리아
오자와 마리아(일본어: 小澤マリア, 1986년 1월 8일 - )는 일본의 포르노 배우이다. ㅡ 역할 - 여고생 ㆍ여교사 ㆍ모델 ㆍ불륜녀 ㆍ레즈비언에게 당하는 여자 등등

## 인물
2005년 10월, '신인 아슬아슬 모자이크 넘버원 스타일'(新人×ギリギリモザイク ナンバーワンスタイル)로 AV 데뷔.
특기는 영어회화, 기타. 취미는 쇼핑, 요리, 개와 놀기, 온천.
비쥬얼계 아이돌을 좋아하여, 미야비나 MALICE MIZER(특히 Kozi), 라르크 앙 시엘의 팬이다.